# Tragsa
El Grup Tragsa (acrònim d'Empresa de Transformación Agraria, S.A.), és un grup empresarial públic espanyol integrat en el grup d'empreses públic Societat Estatal de Participacions Industrials (SEPI) que va nàixer com a mitjà propi instrumental de l'Estat orientat cap al desenvolupament rural i la conservació de la naturalea.
Des d'eixe enfocament original en el sector del medi ambient, la corporació ha diversificat els seus camps d'actuació realitzant altres activitats com ara l'execució d'infraestructures, l'aprofitament de l'aigua i la sanitat alimentària, entre d'altres.
Compta amb una plantilla de més d'11.000 treballadors que durant els 40 anys d'història de la companyia han executat vora 200.000 actuacions.
Jesús Casas Grande va ser nomenat president del Grup Tragsa el 6 de setembre de 2018, en substitució d'Elvira Rodríguez, qui ostentava la presidència des de març de 2017.

## Història i estructura
L'empresa s'estructura a partir de la matriu Tragsa, responsable de l'execució d'obres i servicis, i la filial Tragsatec, que s'encarrega de l'enginyeria, la consultoria i l'assistència tècnica. Esta última societat constituïx el suport tecnològic del Grup, i inclou sistemes d'informació geogràfica, desenvolupament d'entorns web i la producció i gestió de bases de dades.

## Presència en el món
El Grup Tragsa ha col·laborat en 125 projectes de cooperació espanyola en països del nord d'Àfrica, Àfrica Subsahariana, Amèrica Llatina i Carib, Àsia, Europa i l'Orient Mitjà.
L'estratègia internacional de l'empresa s'orienta cap al desenvolupament de projectes fruit de la col·laboració amb l'Agència Espanyola de Cooperació Internacional per al Desenvolupament (AECID).

## Accionariat
A setembre de 2019, els accionistes de Tragsa són:
| Accionista | Percentatge de participació |
| --- | --------------------------- |
| Societat Estatal de Participacions Industrials (SEPI) | 51,0024 %                   |
| Fons Espanyol de Garantia Agrària | 38,9296 %                   |
| Direcció general del Patrimoni de l'Estat | 9,9495 %                    |
| 35 administracions territorials entre comunitats autònomes, diputacions i cabildos insulars. Titulars cadascuna d'elles d'una acció que representen, respectivament, una participació al capital social de: 0,0034 % | 0,119 %                     |

## Procediment d'acomiadament col·lectiu
L'any 2013 el Grup Tragsa va posar en marxa un Pla de Transformació Global que tenia per objectiu garantir el futur de l'empresa. S'hi pretenia superar la situació econòmica que travessava l'empresa a causa de la caiguda de la producció i dels ingressos en més d'un 60 % des de 2009. El Pla pretenia realitzar un dimensionament i adequació de la companyia al descens productiu.
L'empresa va proposar als representants dels treballadors un Pla de Viabilitat alternatiu que englobava una sèrie de mesures, en què destacaven les baixes voluntàries o accions de flexibilitat laboral. Eixe pla fon rebutjat.
Tot eixe procediment va concloure en 2016 quan el Grup Tragsa va executar un ERO pel qual varen despatxar 555 treballadors. Eixe procediment va afectar el 5 % de la totalitat de la plantilla integrada en aquell moment per 10.800 treballadors, fet que va representar una reducció del 58 % sobre els 1.336 acomiadaments autoritzats per una sentència del Tribunal Suprem que va dictaminar que eixe procediment era ajustat a Dret, ja que es va concloure que havien concorregut causes productives, econòmiques i organitzatives.
Segons alguns mitjans, després de l'ERO els llocs vacants es van cobrir amb treballadors eventuals.